# M. Ward
Matthew Stephen Ward (Portland, Oregon, 4 oktober 1973), bekend onder zijn artiestennaam M. Ward, is een Amerikaanse singer-songwriter. Buiten zijn solowerk is hij ook nog bij enkele andere projecten betrokken, zoals She & Him en Monsters of Folk.
Volgens Ward is "Amazing Grace" waarschijnlijk zijn favoriete nummer. Elk liedje waar hij mee begint neemt hij eerst op op een TASCAM 4-Track Recorder. Ward wordt gesponsord door Gibson Guitars, de gitaar die hij het meest gebruikt is een Johnny A. model. Hij groeide op met de country- en gospelmuziek van zijn vader (duidelijk hoorbaar in zijn gitaarspel). Zijn moeder luisterde voornamelijk klassieke muziek.

## Carrière
Wards solodebuut, Duet for Guitars #2, werd uitgegeven door Howe Gelb op zijn label Ow Om. Wards album uit 2001 werd uitgegeven door Future Farmer Records. Ook bracht hij zelf een cd uit met enkele live-opnamen, die te koop was op zijn concerten. Al zijn albums daarna werden uitgegeven door Merge Records.
Daarnaast werkte hij mee aan opnamen van onder meer Cat Power, Neko Case, Beth Orton, The Court & Spark, Bright Eyes (met wie hij in 2004 deelnam aan de Vote for Change-tournee met R.E.M. en Bruce Springsteen), Jenny Lewis (wiens solo-album Rabbit Fur Coat hij heeft gecoproduceerd), en My Morning Jacket.
In 2004 speelde Ward gitaar bij Bright Eyes tijdens een optreden in The Late Late Show with Craig Kilborn. Tijdens het optreden riep Bright Eyes-zanger Conor Oberst: "M. Ward for President!". Dit zette Newsweek aan tot het schrijven van een artikel over Wards volgende album Transistor Radio.
In 2005 was Ward betrokken met een project genaamd "Arizona Amp and Alternator", dat officieel geen bandleden had maar een groot aantal van betrokken muzikanten. De stem van Ward is te horen in het nummer Aaaa(3).
In 2006 werkte hij samen mee, en produceerde het John Fahey-tributealbum "I Am the Resurrection". Ook verscheen hij op het Norah Jones-album "Not too late", hij verzorgde de backingvocals en gitaar in het nummer "Sinkin' Soon", en ging op tournee als lid van haar "Handsome Band" in de lente van 2007. Zijn cover van David Bowie's Let's Dance verscheen op de soundtrack van de film Eagle VS. Shark uit 2007.

I had the naive, simplistic idea that producers and writers and artists of the time helped in a minuscule way to change the mind-set of America. (Ik had het naïeve, simplistische idee dat producers en schrijvers en artiesten van de tijd hielpen in een minuscule manier om de gedachtegang van Amerika te veranderen.)
— M. Ward

In 2006 verscheen Post-War, dat door Vanity Fair in augustus 2006 werd beschreven als de thematiek op de vraag: "Hoe gaat Amerika herstellen nadat deze waanzin in Irak over is." Ward zei in dat artikel dat hij zich gebaseerd had op naoorlogse (Post-War) muziek uit de jaren 40 en 50. Het album werd uitgegeven op het Merge label en bevatte enkele samenwerkingen met onder andere: Howe Gelb, Jim James en Neko Case.

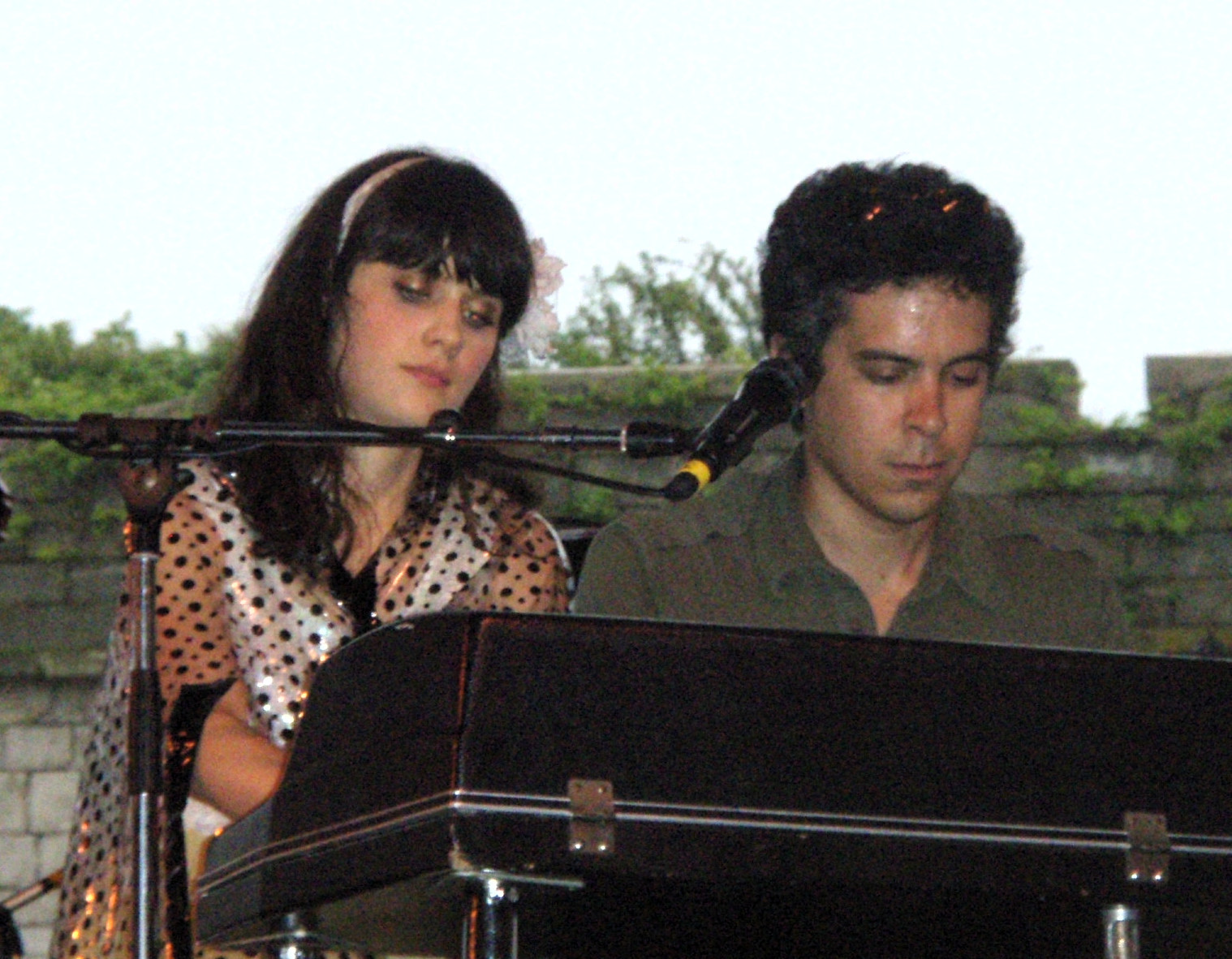
Ward en Zooey Deschanel aan het optreden als She & Him op het Newport Folk Festival (2 augustus 2008)

In 2006 nam Ward een duet op met actrice Zooey Deschanel, een samenwerking die uiteindelijk uitmondde in She & Him. Het debuutalbum van She & Him (dat Ward geproduceerd had) verscheen op het Merge Records-label op 18 maart 2008. Na de verplichtingen die vasthingen aan She & Him, verscheen op 17 februari 2009 zijn zesde soloalbum Hold Time. Ward zei ook dat hij niet echt hield van op tournee gaan, maar dat het een deel van het werk was. Ook ondernam hij stappen richting het gebruik van camera's tijdens zijn optredens.
Zooey en Ward stemden ermee in om jurylid te zijn voor de 9de Independent Music Awards. She & Him gebruikt ook hun als maar groeiende invloed om jonge nieuwe artiesten te assisteren. Wards stijl heeft verschillende opkomende artiesten beïnvloed, zoals Jesse Marchant van JBM.
Monsters of Folk, een project dat Ward samen met Oberst begon. Deze zogenaamde supergroup bracht in september 2009 het eerste album uit, Monsters of Folk. Andere leden van de groep zijn Jim James van My Morning Jacket (Yim Yames) en Mike Mogis van Bright Eyes.

## Discografie

### Albums
| Album met hitnotering(en) in de Vlaamse Ultratop 200 albums | Datum van verschijnen | Datum van binnenkomst | Hoogste positie | Aantal weken | Opmerkingen |
| ----------------------------------------------------------- | --------------------- | --------------------- | --------------- | ------------ | ----------- |
| Duet for guitars no. 2                                      | 1999                  | -                     |                 |              |             |
| Scene from #12 (I ain't sleeping)                           | 2000                  | -                     |                 |              | ep          |
| End of amnesia                                              | 17-07-2001            | -                     |                 |              |             |
| Live music & the voice of strangers                         | 2001                  | -                     |                 |              | Livealbum   |
| Transfiguration of Vincent                                  | 18-03-2003            | -                     |                 |              |             |
| Transistor radio                                            | 22-02-2005            | -                     |                 |              |             |
| Post-war                                                    | 22-08-2006            | -                     |                 |              |             |
| To go home                                                  | 20-02-2007            | -                     |                 |              | ep          |
| Hold time                                                   | 13-02-2009            | 28-02-2009            | 33              | 8            |             |
| A wasteland companion                                       | 06-04-2012            | 21-04-2012            | 33              | 8            |             |

### Discografie van Arizona Amp and Alternator
- Arizona Amp and Alternator (2005)

### Discografie van She & Him
- Volume One (2008) (#71 U.S.)
- Volume Two (2010) (#6 U.S.)

### Discografie van Monsters of Folk
- Monsters of Folk (2009) (#15 U.S.)

### Discografie van Tired Pony
- The Place We Ran From (2010)
- TBA (2011)

### Compilatienummers
- "John King's Watercolor Bicycle" on Acuarela Songs 1 (2001, Acuarela)
- "Fearless" on Merge Records Presents: Survive and Advance Vol. 3 (2003, Merge Records)
- "Story of an Artist" (Daniel Johnston) on The Late Great Daniel Johnston: Discovered Covered (2004, Gammon)
- "One More Goodbye" on Old Enough 2 Know Better: 15 Years of Merge Records (2004, Merge)
- "Let My Love Open the Door" (Pete Townshend) on Sweetheart 2005: Love Songs (2005, Hear Music)
- "Green River" (Creedence Clearwater Revival) on Green River: Benefit For Mercy Corps (2005, Merge)
- "Bean Vine Blues #2" (John Fahey) on I Am the Resurrection: A Tribute to John Fahey (2006, Vanguard Records)
- "What Is a Soul?" on Big Change: Songs for FINCA (2007, IODA)
- "Let's Dance" on Sounds Eclectic: The Covers Project (2007, Hear)
- "Crooked Lines" on The Hottest State (Original Motion Picture Soundtrack) (2007, Sony/ATV)

### Andere verschijningen
- The Band of Blacky Ranchette – still Lookin' Good to Me (2003, Thrill Jockey Records)
- My Morning Jacket – Z (My Morning Jacket album) - Into The Woods (2005, ATO Records)
- Jenny Lewis & The Watson Twins – Rabbit Fur Coat (2006, Team Love Records)
- Bright Eyes – Four Winds (2007, Saddle Creek Records)
- Bright Eyes – Cassadaga (2007, Saddle Creek)
- Jenny Lewis – Acid Tongue (2008, Reprise Records)
- Jolie Holland – The Living and the Dead (2008, Anti Records)
- Alain Bashung - Bleu Pétrole (2008,Barclay Records)
- Eli Stone – season one, episode two
- The Go-Getter
- Por Vida: A Tribute to the Songs of Alejandro Escovedo
- The Late Great Daniel Johnston: Discovered Covered (2004, Gammon Records)

- Bibliothèque nationale de France: cb14532067z (data)
- Gemeinsame Normdatei: 135234719
- International Standard Name Identifier: 0000 0001 1470 3346
- Library of Congress Control Number: no2005093129
- MusicBrainz: 655b3e5b-09e4-45dd-941c-6fa3fc12521b
- Nationale Bibliotheek van Tsjechië: xx0095980
- Virtual International Authority File: 32233569
- WorldCat: E39PCjxkWqG8cRMMHDBCdpDFDq